# ارين كوان
ارين كوان (بالإنجليزية: Warren Cowan)‏ هو مستشار أمريكي، ولد في 13 مارس 1921 في نيويورك في الولايات المتحدة، وتوفي في 14 مايو 2008 في لوس أنجلوس في الولايات المتحدة.

## وصلات خارجية
- وارين كوان على موقع IMDb (الإنجليزية)
- وارين كوان على موقع أول موفي (الإنجليزية)
- وارين كوان على موقع قاعدة بيانات الفيلم (الإنجليزية)
- وارين كوان على موقع كينوبويسك (الروسية)